# 서울가락초등학교
서울가락초등학교(서울可樂初等學校)는 대한민국 서울특별시 송파구에 있는 공립 초등학교이다.

## 연혁
- 1981년 11월 26일 개교식 거행
- 1983년 2월 17일 제1회 졸업식(420명)
- 1995년 10월 27일 학교 급식실 개관
- 1996년 1월 15일 가락병설유치원 설립 인가
- 2007년 10월 26일 가락도서관 슬기 샘터 현대화
- 2009년 3월 15일 제2과학실 현대화, 학습준비물실 설치
- 2009년 12월 28일 실과 실습실 설치
- 2010년 4월 27일 보건실 현대화
- 2010년 8월 1일 영어전용교실 설치
- 2012년 2월 29일 체육놀이시설 설치
- 2017년 2월 28일 ~ 2019년 2월 28일 재건축 기간으로 휴교
- 2019년 3월 1일 제10대 김하련 교장 취임
- 2021년 11월 26일 개교 40주년

## 참고 자료
- 서울가락초등학교 - 한국교육학술정보원 학교알리미